# Nawalgarh
Nawalgarh fou un estat tributari protegit, un nizamat al Shekawati, feudatari de Jaipur. La capital era Nawalgarh (12.315 habitants el 1901) situada a uns 120 km al nord de Jaipur (ciutat) i ciutat emmurallada.
L'estat estava administrat per tres thakurs del clan shekawat i sub clan Bhojraj Ji Ka, que pagaven un tribut conjunt de 9.240 rúpies el 1901. El formaven 64 pobles amb uns ingressos estimats de 400.000 rúpies.

## Història
Fou fundat per Thakur Nawal Singhji Bahadur, fill petit de Thakur Sardul Singh de Jhunjhunu, que inicialment va fundar un fort (Bala Kila) el 1737 al lloc de Rohili al costat d'una llacuna; després la població a l'entorn fou encerclada per una muralla (parkota) amb quatre portes (Agoona Darwaja, Bawadi Darwaja, Mandi Darwaja i Nansa Darwaja); el fort quedava al centre de la thikana i el fort de Fatehgarh estava fora de la parkota, servint com a posició avançada. Nawal Singh va encoratjar la vinguda de mercaders des de Jaipur i els va donar facilitats i ajuda amb cessions de botigues, cases i terres sense cost. La ciutat va rebre el seu nom. Narsingh Das va lluitar a les batalles de Loharu, Laund i Mandan (en vida del seu pare) i a la seva mort (1790) la thikana es va repartir entre els seus quatre fills en quatre lots: Nawalgarh I, Nawalgarh II, Mandawa I i Mandawa II. Udai Singh el fill gran va morir el 1828 i va repartir altre cop el seu estat entre dos fills: Nawalgarh I i Nawalgarh II (Nawalgarh II, que s'havia dividit el 1822 en II i III, passà a ser conegut com a III i IV). Les branques, tot i alguna adopció a Mandawa (originades també en Narsingh Das el 1790) es van extingir: la II el 1889, passant a la I; la I el 1923, passant a la III, i la III (després d'una primera extinció el 1895) el 1926, acabant en mans d'un thakur de la línia de Mandawa. Va subsistir la línia IV que va agafar el nom de Mukandgarh el 1859.

## Llista de thakurs

### thikana unida
- Nawal Singh 1742-1780
- Narsingh Das 1780-1790

### Nawalgarh I
- Udai Singh 1790-1828 (fill gran de Narsingh Das)
- Sultan Singh 1828-1835 (fill)
- Ratan Singh 1835-1855 (fill)
- Mohan o Mool Singh 1855-? (fill adoptiu)
- Karan Singh ? (fill)
- Shiv Singh ? (fill) va heretar Nawalgarh II
- Kalyan Singh ?-1923 (fill) mort sense successió

### Nawalgarh II
- Raghunath Singh 1828-1835 (segon fill d'Udai Singh)
- Kunwar Fateh Singh 1835- ? (nebot fill de Sultan Singh de Nawalgarh I, adoptat)
- Chandra Singh ?-1889 (fill)
- Shiv Singh de Nawalgarh I, adoptat, va reunir Nawalgarh I i II

### Nawalgarh III (inicialment II)
- Mohabat Singh 1790-1822 (fill segon de Narsingh Das)
- Govind Singh 1822-1837 (fill)
- Chiman Singhji 1837-1847 (fill)
- Durjansal Singhji 1847-1895 (fill pòstum)
- Berisal Singh 1895 (mort el mateix dia que el seu pare; havia estat adoptat també per Bahadur Siongh de Mandawa)
- Interregne 1895-1899
- Saheb Roop Singhji Saheb 1899-1926 (adoptat, fill d'Ajit Singh de Mandawa), va heretar la branca I-II el 1923 reunint altre cop la thikana de Nawalgarh
- Interregne 1926-1928
- Madan Singhji Saheb 1928-1953 (+2002), fill de thakur Hari Singh de la línia II de Mandawa, adoptat, títol rawal concedit pel maharaja de Jaipur el 12 de març de 1947

### Nawalgarh IV des de 1859 Mukandgarh
- Nathu Singh 1822-1859 (segon fill de Mohabat Singh)
- Mukand Singh 1859-1876 (fill), estableix la residència a Mukandgarh
- Berisal Singh 1876-1895 (fill de Durjansal de Nawalgarh III)
- Interregne 1895-1903
- Bahadur Singh 1903-1910 (adoptat, fill de thakur Jait Singh de Mandawa)
- Randhir Singh 1910-1911 (fill)
- Interregne 1911-1915
- Bagh Singh 1915-1953 (designat, fill de Thakur Phul Singh de Mahansar)
- Lal Singh 1953-1955 (fill, +1961)